# 4 Brygada Kadrowa Strzelców
4 Brygada Kadrowa Strzelców (4 BKS) – kadrowa brygada piechoty Polskich Sił Zbrojnych.

## Historia brygady
9 lipca 1940 w Elliock w hrabstwie Dumfries and Galloway, jeszcze przed oficjalnym podpisaniem umowy polsko-brytyjskiej, rozpoczęto formowanie 4 Brygady Kadrowej Strzelców pod dowództwem płk. dypl. Stanisława Sosabowskiego. Miała ona stanowić kadrowy zalążek dla wojska polskiego formowanego w Kanadzie. Dlatego jej pierwotna nazwa brzmiała Kanadyjska Brygada Strzelców. 
Brygada początkowo liczyła ok. 500 ludzi. W jej skład weszli oficerowie z 4 Dywizji Piechoty ewakuowanej z Francji oraz szeregowi z kategorią zdrowia C i D.
Wobec małego zainteresowania wśród Polonii kanadyjskiej wstąpieniem do Wojska Polskiego, 15 sierpnia jednostkę przemianowano na 4 Brygadę Kadrową Strzelców. Pod koniec 1940 roku z oficerów 4 Brygady Kadrowej zaczęto rekrutować ochotników, którzy po specjalnym przeszkoleniu mieliby być zrzuceni w Polsce i wspomóc działania dywersyjne (cichociemni).
23 października 1940 jednostkę przeniesiono w nowe miejsce stacjonowania - półwysep Fife. Brygada otrzymała także nowe zadania, miała bronić wschodniego wybrzeża Szkocji na 25 km odcinku od Anstruther do Buckhaven. W tym celu tworzyła ona oficerski batalion piechoty.
Pod koniec stycznia 1941 roku pojawiła się możliwość przeszkolenia ochotników na skoczków spadochronowych. Szkolenie miało odbywać się w ośrodku spadochronowym w Ringway. Wobec takiej możliwości płk Sosabowski podjął decyzję o organizowaniu nieoficjalnej brygady spadochronowej i kolejne grupy żołnierzy wysyłano na przeszkolenie w Ringway.
Na podstawie rozkazu L.dz. 774/Szef.Sąd./Tjn./41 Naczelnego Wodza i Ministra Spraw Wojskowych z 30 września 1941 roku zostały zniesione Sądy Polowe przy 4, 5, 7 i 8 Brygadach Kadrowych Strzelców, a w ich miejsce został utworzony 2 Sąd Polowy przy Brygadzie Szkolnej.
Naczelny Wódz gen. Sikorski rozkazem z 9 października 1941 roku przemianował 4 Brygadę Kadrową Strzelców na 1 Samodzielną Brygadę Spadochronową. Nowo utworzona jednostka nadal występowała w stosunku do Brytyjczyków, jako kadrowa brygada strzelców. Jej skład wzmocniony został 2 batalionem (kratkowanych lwiątek) z 1 Brygady Strzelców. Fakt istnienia brygady spadochronowej został ostatecznie uznany przez Brytyjczyków dopiero w sierpniu 1942 roku.

## Odznaka pamiątkowa
Zatwierdzona Dz. Rozk. NW nr 4, poz. 40 z 21 października 1941 roku.

Jednoczęściową odznakę stanowi owal odlany w szarym metalu o wymiarach 50x37 mm, w którym na tle orła państwowego umieszczono bagnet na karabinie w formie liczby 4. Orzeł okolony jest ostem szkockim. Odznakę zaprojektował Stanisław Kowalczewski, a wykonała Grupa Techniczna z Londynu. Forma i odlewy – Jan Orlikowski.

## Obsada personalna brygady
- Kwatera Główna 4 Brygady Kadrowej Strzelców
  - dowódca brygady – płk dypl. Stanisław Sosabowski
  - zastępca dowódcy brygady – płk dypl. Roman Saloni
  - szef sztabu – ppłk dypl. Witold Barlog
  - dowódca artylerii – płk art. dr Roman Odzierzyński
- 10 batalion kadrowy strzelców – ppłk Franciszek Targowski
- 11 batalion kadrowy strzelców – ppłk dypl. Marian Radwański
- 12 batalion kadrowy strzelców – ppłk piech. Czesław Rzedzicki
- 4 dywizjon kadrowy artylerii lekkiej
- 4 kompania kadrowa przeciwpancerna – ppłk dypl. Alojzy Mazurkiewicz
- 4 oddział kadrowy rozpoznawczy
- 4 kompania kadrowa łączności
- 4 kompania kadrowa saperów
- 4 pluton kadrowy żandarmerii
- 4 Sąd Polowy

## Skład batalionu
- dowództwo
- pluton łączności
- oddział rozpoznawczy
- trzy kompanie strzelców
  - trzy plutony strzelców
- drużyna ckm
- drużyna moździerzy (działon)
- pluton artylerii polowej
- pluton artylerii przeciwpancernej